# Soquete sTRX4
Socket sTRX4, também conhecido como Socket SP3r3, é um socket de CPU LGA (land grid array) projetado pela AMD com suporte para seus processadores de desktop Ryzen Threadripper de terceira geração baseados em Zen 2, lançado em 25 de novembro de 2019 para o plataformas de desktop e estações de trabalho de última geração.
O Socket sTRX4 é o sucessor direto do Socket TR4 usado nos produtos Ryzen Threadripper de primeira e segunda geração. É fisicamente idêntico, mas eletricamente incompatível com o TR4 e o servidor Socket SP3 da AMD.
Embora o Socket SP3 não exija um chipset, em vez de utilizar um design de sistema em um chip, o Socket sTRX4 e seu antecessor exigem um chipset para fornecer conectividade e funcionalidade aprimoradas. Para o Socket sTRX4, foi desenvolvido o chipset TRX40, que fornece um total de 88 pistas PCIe 4.0, um aumento em relação às 66 pistas PCIe 3.0 de sua plataforma antecessora. Além disso, não possui mais uma interface de áudio de alta definição integrada; em vez disso, os fabricantes de placas-mãe estão incluindo um controlador de áudio separado integrado para fornecer funcionalidade de áudio. A AMD prometeu suporte de longo prazo para o soquete sTRX4. Apesar disso, a AMD forneceu apenas uma geração de CPUs antes de descontinuar a linha regular Ryzen Threadripper (o único produto a usar sTRX4) e produzir apenas as CPUs Threadripper Pro no soquete sWRX8.